# Alain Devaquet
Alain Devaquet, né le 4 octobre 1942 à Raon-l'Étape (Vosges) et mort le 19 janvier 2018 à Villejuif, est un chimiste et homme politique français.
Professeur de chimie, il est élu député Rassemblement pour la République (RPR) en 1978 et maire du 11e arrondissement de Paris en 1983. Il est nommé ministre délégué chargé de la Recherche et de l'Enseignement supérieur en 1986 dans le gouvernement de cohabitation. Il démissionne rapidement du gouvernement en raison de la contestation de son projet de réforme des universités par des étudiants et après la mort de Malik Oussekine.

## Biographie

### Vie privée
Alain Devaquet a été le compagnon de Claude-Annick Tissot.
Franc-maçon, il a appartenu à la loge Demain du Grand Orient de France.

### Carrière scientifique
Après avoir été élève de l'École normale supérieure de Saint-Cloud, agrégé de chimie et docteur ès sciences, Alain Devaquet est aussi professeur de chimie à l'université Paris-VI (Pierre et Marie Curie) et à l'École polytechnique.
Il est l’auteur, entre autres ouvrages, de L’Amibe et l’Étudiant, ainsi que de livres et d'articles de recherche en chimie.

### Parcours politique

#### Débuts
Il entre au RPR en 1977, où il est rapidement chargé de la recherche et de l'énergie. Il succède à Jérôme Monod comme secrétaire général du mouvement en 1978, avant d'être remplacé l'année suivante par Bernard Pons.

#### Député et élu local
Il est député, élu à Paris, de 1978 à 1981 puis de 1988 à 1997, maire du 11e arrondissement de Paris de 1983 à 1995, et conseiller régional d'Ile-de-France de 1986 à 1992.

#### Ministre délégué
Son passage au gouvernement Jacques Chirac (2) de la première cohabitation a suscité l'attention médiatique. Il est nommé ministre délégué auprès du ministre de l'Éducation nationale, chargé de la Recherche et de l'Enseignement supérieur le 20 mars 1986. Il s'attelle à la réforme des universités. Le projet qu’il présente finalement suit globalement les grandes lignes du programme UDF-RPR, confirmé par le Premier ministre Jacques Chirac dans son discours de politique générale.
Alain Devaquet doit cependant faire face aux libéraux de la majorité, qui souhaitent une réforme plus profonde du système. Il résiste à la plupart de leurs requêtes, au prix de quelques concessions, notamment en matière de sélection : il regrettera dans son livre L’Amibe et l’Étudiant publié en 1988 qu'« au cours des discussions à Matignon, le principe de libre entrée fût sauvé au premier alinéa de l’article 31 et assassiné au second ». Il espère encore pouvoir adoucir la loi lors de la publication des décrets d’application.
Le projet est mal accueilli par de nombreux lycéens et étudiants qui craignent le développement de la sélection, l’augmentation des frais d’inscription, la fin des diplômes nationaux, une université à deux vitesses. Fin novembre et début décembre 1986, le ministre doit faire face à un large mouvement de contestation. Des centaines de milliers d'étudiants et de lycéens manifestent contre son projet.
Le 5 décembre 1986, son ministre de tutelle, René Monory, décide de reprendre le dossier en main et propose de supprimer plusieurs des articles contestés. Cette décision affaiblit la position politique d’Alain Devaquet. À la suite de la mort le 6 décembre 1986 d'un étudiant, Malik Oussekine, par des frappes de deux policiers déchaînés, il présente sa démission. Le 8 décembre 1986, Jacques Chirac annonce qu’il retire le projet de loi et qu’il accepte la démission du ministre délégué.

#### L'après-gouvernement
En 1988, il retrouve un siège à l'Assemblée nationale, comme député de Paris, mandat qu'il conserve jusqu'en 1997. L'année suivante, tête de la liste chiraquienne dans son arrondissement, il est réélu maire du 11e arrondissement. Mais, au renouvellement suivant, en 1995, il est battu par Georges Sarre et abandonne le terrain électoral.

#### Retrait de la vie politique
De 1997 à 2007, il est chargé de mission auprès du président de la République, Jacques Chirac, ainsi que son conseiller scientifique.
Il a animé le cercle de réflexion science et société.

### Mort et hommage

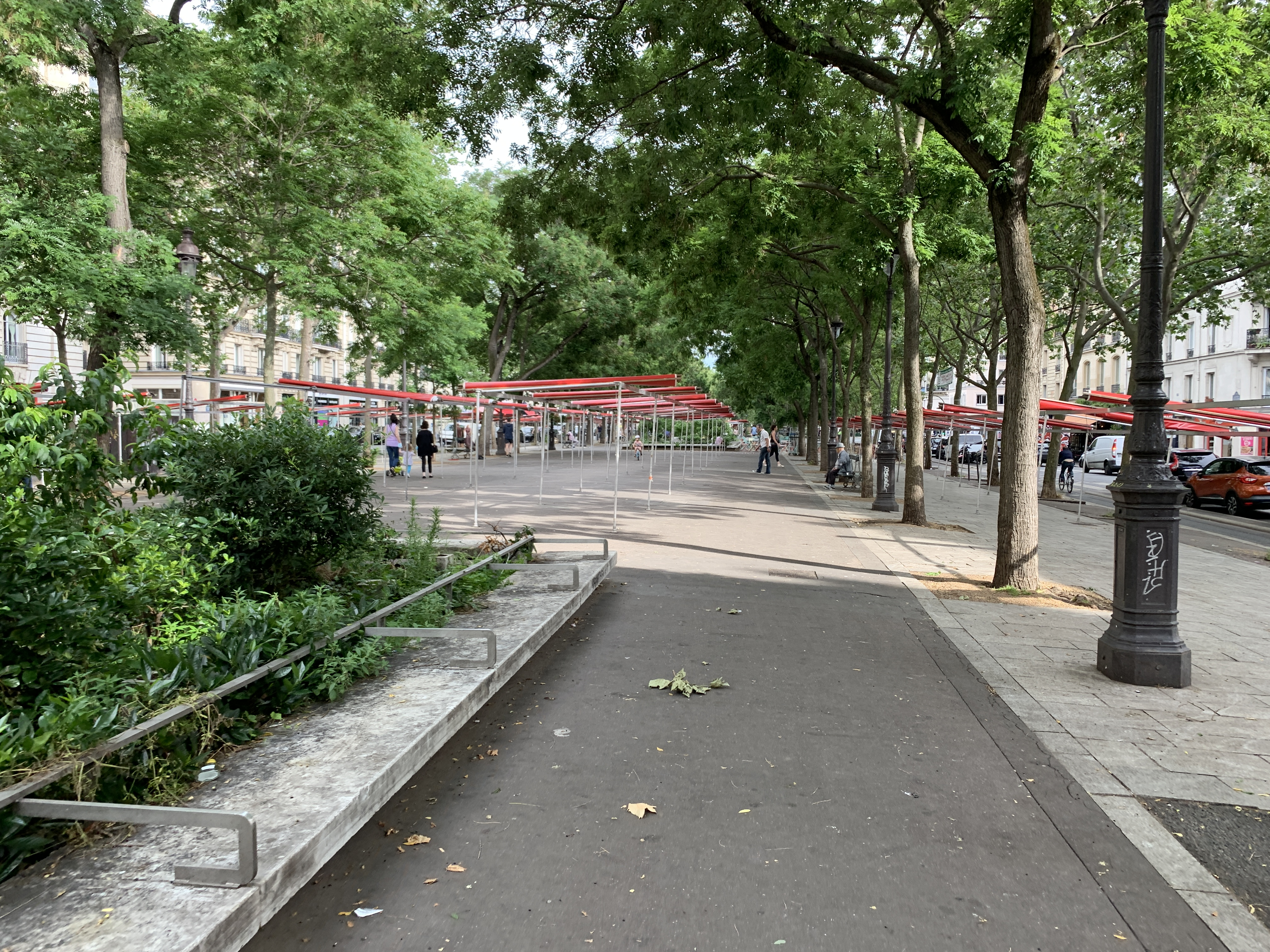
La promenade Alain-Devaquet à Paris.

Il meurt d'un cancer à l'hôpital Gustave-Roussy, à Villejuif (Val-de-Marne), le 19 janvier 2018, à l'âge de 75 ans.
En guise d'hommage, une promenade porte son nom dans le 11e arrondissement de Paris depuis novembre 2019.

## Ouvrage
- L'Amibe et l'Étudiant : université et recherche, l'état d'urgence, Paris, Éditions Odile Jacob, 1988, 329 p. (ISBN 2-7381-0033-3).